# كلوستريديوم مذيب الورق
كلوستريديوم بابيروسولفس أو كلوستريديوم مذيب الورق (نسبة لقدرته على التخمير السريع لمكونات ورق الترشيح)  هو نوع من البكتيريا من فصيلة كلوستريدياسيا.